# Christophe Laurent

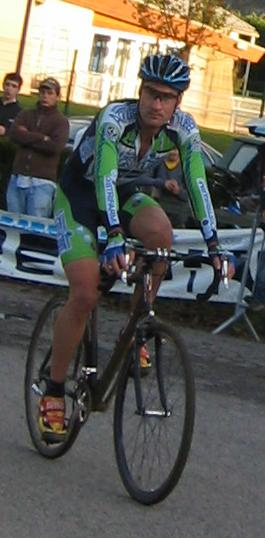

Christophe Laurent (n. 26 de julho, 1977 em Mende) é um ciclista profissional francês que participa em competições de ciclismo de estrada.